# 拉贝加
拉贝加（西班牙語：La Vega，西班牙語發音：[la ˈβeɣa]）是多明尼加共和國中央的一個城市，拉贝加省的首府，人口約34萬人（2008年）。

## 概述
在1949年，克里斯托弗·哥伦布在現在的多明尼加共和國地理中央位置，建立一座小城堡，目的是為了前進錫瓦奧（Cibao）谷地開採金礦，後來逐漸發展成現在的拉贝加規模。拉贝加已發展成工商城市，但是在山谷地區仍然以農業及畜牧業為主，其主要農畜產品為可可、咖啡、煙草、啤酒和肉牛，為發展工商產業的基礎。